# الدمام
الدَّمَّام مدينة سعودية تقع على ساحل الخليج العربي، وهي حاضرة المنطقة الشرقية ومركزها الإداري وأهم مدنها؛ فهي الميناء الرئيسي في المنطقة نظرًا لأهمية موقعها على ثلاث جهات من الخليج العربي ومن الشمال والشرق والجنوب، وتعدّ مركزًا سكنيًّا وتجاريًّا وتضم الهيئات الإدارية للمنطقة والدوائر الحكومية وعلى رأسها مقر إمارة المنطقة الشرقية.

## تاريخ الدمام
لم يأت ذكر للدمام في الخرائط الأوروبية والعثمانية القديمة التي رُسمت في القرنين التاسع والعاشر الهجريين لشبه الجزيرة العربية، وإنما كانت هناك بلدة في مثل موقع ساحل مدينة الدمام الحالي اسمها بيشة. وربما أن مدينة الدمام الحالية خلفت بلدة “بيشة” الدارسة تلك.
أول ذكر لاسم الدمام أورده الكابتن ج. فوستر سادلير في مذكراته المحررة عام 1234هـ في النص التالي:
(ويمتاز هذا الجانب بعلامة خاصة - تلَّة مخروطية على البر الرئيسي تسمى الظهران، وفي الميناء إلى الداخل يوجد برج أو حصن محاط بالماء يسمى الدمام، وقد رمَّمه مؤخرًا رحمة بن جابر)، انتهى.
وقد لجأ إليها الشيخ عبد الله الخليفة وأولاده سنة 1258 هـ وسكنوا فيها بعد أن طُرد من قبل ابن عمه الشيخ علي وأخذ منه حكم جزيرة البحرين، وكما يذكر المؤرخون أن الشيخ علي الخليفة حاصرها سنة 1271هـ، وحاصرها أيضًا الأمير فيصل بن السعود خلال تلك الفترة، ومن ثم تضاءلت أهميتها فيما بعد، حيث لم يكن لهذه المدينة أي ذكر قبل لجوء قبيلة الدواسر إليها في عام 1341هـ (1922م)؛ فقد هاجروا من جزيرة البحرين على أثر أزمة بينهم وبين الحكومة المحلية هناك، ولجأوا إلى الدمام حيث بنوا بعض الأكواخ بمساعدة من أهالي القطيف وكونوا قرية صغيرة تابعة لمدينة القطيف.

## أصل التسمية
تسمية "دمام" أخذت من شكل السور ذي الأضلاع الثلاثة لقلعة الدمام، خلافًا لبقية قلاع منطقة القطيف الأخرى. وإثبات وجود هذه الأسوار الثلاثة جاء في ذكر وصف قلعة الدمام، فتسمية "الدمام" هي وصف لهيئة هذه القلعة، حيث إن كلمة "دمام" في اللغة تعني "أطبق" أو أحاط إحاطة قوية، قال تعالى: ﴿فَكَذَّبُوهُ فَعَقَرُوهَا فَدَمْدَمَ عَلَيْهِمْ رَبُّهُمْ بِذَنْبِهِمْ فَسَوَّاهَا ۝١٤﴾ [الشمس:14]، وفي تفسير هذه الآية يقول الإمام فخر الدين الرازي النص التالي: «فاعلم أن في الدمدمة وجوهًا... أحدها: قال الزجاج: معنى دمدم أطبق عليهم العذاب، يقال: دمدمت على الشيء إذا أطبقت عليه، ويقال: ناقة مدمومة، أي قد ألبسها الشحم، فإذا كررت الإطباق قلت: دمدمت عليه. قال الواحدي: الدم في اللغة اللطخ، ويقال للشيء السمين: كأنما دم بالشحم دمًا، فجعل الزجاج «دمدم» من هذا الحرف على التضعيف نحو كبكبوا وبابه، فعلى هذا معنى «دمدم عليهم» أطبق عليهم العذاب وعمهم كالشيء الذي يلطخ به من جميع الجوانب.»
ومن الدارج استخدام كلمة (دمام) بهذا المعنى في منطقة القطيف، حيث يذكر الباحث حسين سلهام أن مزارعي القطيف يطلقون مصطلح «دمام» على الأرض المحاطة إحاطة كثيفة بأشجار النخيل،  ووفقًا لهذا الرأي اعتقد «السلهام» أن تسمية الدمام بهذا الاسم جاءت من كلمة (دمدم) نتيجة إحاطة البلدة بغابات النخيل في عهود قديمة، في حين يعتقد الشيخ عبد الرحمن العبيد الرئيس السابق لنادي المنطقة الشرقية الأدبي أن بلدة الدمام عرفت بهذا الاسم «دمام» نسبة لدميم الطبول التي كثيرًا ما كانت تقرع فيها من قبل السكان خلال تلك الفترة، ولم يعزز العبيد هذا الرأي بدليل، أو مصدر.

## المناخ
```
تندرج ملامح المناخ الجاف في الدمام تحت 
تصنيف مناخ كوبن
. وخلافًا للمدن الأخرى في المملكة العربية السعودية، تحتفظ الدمام بدرجة الحرارة الدافئة في فصل الشتاء، والتي يمكن أن تتراوح بين 10 درجات مئوية (59 درجة فهرنهايت) إلى 22 درجة مئوية. ومع ذلك تنخفض درجة الحرارة بانتظام، أما درجات الحرارة في فصل الصيف فهي مرتفعة جداً وتكسر حاجز 40 درجة مئوية (104 درجات فهرنهايت)، وتصل في بعض الأيام إلى 50 درجة مئوية على الرغم من متوسط درجات الحرارة في الصيف، وعادة ما تقع بين 35 إلى 45 درجة مئوية.
```

هطول الأمطار في الدمام متفرق عمومًا، وعادة ما يكون بكميات صغيرة في ديسمبر / كانون الأول، على الرغم من هطول بعض الأمطار في الشتاء والثقيلة نسبياً. العواصف الرعدية الغزيرة غير شائعة في فصل الشتاء (العواصف الرعدية وديسمبر / كانون الأول 2008 باعتبارها أكبر في الذاكرة الحديثة، مع الأمطار تصل إلى نحو 3 بوصات).
| البيانات المناخية للدمام            | البيانات المناخية للدمام | البيانات المناخية للدمام | البيانات المناخية للدمام | البيانات المناخية للدمام | البيانات المناخية للدمام | البيانات المناخية للدمام | البيانات المناخية للدمام | البيانات المناخية للدمام | البيانات المناخية للدمام | البيانات المناخية للدمام | البيانات المناخية للدمام | البيانات المناخية للدمام | البيانات المناخية للدمام | البيانات المناخية للدمام |
| الشهور                              | يناير                    | فبراير                   | مارس                     | أبريل                    | مايو                     | يونيو                    | يوليو                    | أغسطس                    | سبتمبر                   | أكتوبر                   | نوفمبر                   | ديسمبر                   |                          | المعدل السنوي            |
| ----------------------------------- | ------------------------ | ------------------------ | ------------------------ | ------------------------ | ------------------------ | ------------------------ | ------------------------ | ------------------------ | ------------------------ | ------------------------ | ------------------------ | ------------------------ | ------------------------ | ------------------------ |
| أقصى درجة حرارة ب °م (°ف)           | 33 (91)                  | 35 (95)                  | 38 (100)                 | 40 (104)                 | 42 (108)                 | 47 (117)                 | 42 (108)                 | 42 (108)                 | 42 (108)                 | 41 (106)                 | 41 (106)                 | 34 (93)                  |                          |                          |
| متوسط درجة الحرارة الكبرى ب°م (°ف)  | 29 (84)                  | 29 (84)                  | 29 (84)                  | 33 (91)                  | 35 (95)                  | 36 (97)                  | 37 (99)                  | 37 (99)                  | 36 (97)                  | 35 (95)                  | 33 (91)                  | 30 (86)                  |                          | 33 (91)                  |
| متوسط درجة الحرارة الصغرى ب °م (°ف) | 18 (64)                  | 18 (64)                  | 19 (66)                  | 21 (70)                  | 23 (73)                  | 24 (75)                  | 26 (79)                  | 27 (81)                  | 25 (77)                  | 23 (73)                  | 22 (72)                  | 19 (66)                  |                          | 22 (72)                  |
| أدنى درجة حرارة ب °م (°ف)           | 3 (37)                   | 11 (52)                  | 13 (55)                  | 12 (54)                  | 13 (55)                  | 19 (66)                  | 21 (70)                  | 23 (73)                  | 21 (70)                  | 20 (68)                  | 17 (63)                  | 10 (50)                  |                          |                          |
|                                     |                          |                          |                          |                          |                          |                          |                          |                          |                          |                          |                          |                          |                          |                          |
| هطول الأمطار ب مم (إنش)             | 5 (0.2)                  | 6 (0.3)                  | 1 (0.1)                  | 1 (0.1)                  | 5 (0.5)                  | 0 (0)                    | 0 (0)                    | 0 (0)                    | 0 (0)                    | 0 (0)                    | 25 (1.0)                 | 31 (1.2)                 |                          | 67 (2.6)                 |

## التعداد السكاني
تعداد السعودية 2022
بلغ عدد سكان مدينة الدمام (1,532,326) نسمة حسب تعداد السعودية 2022.
في التعداد العام للسكان لسنة 1438 هـ/ 2017م بلغ عدد السكان 1,024,409 نسمة، وذلك حسب التقرير الصادر من الهيئة العامة للإحصاء.

## النشاط الاقتصادي
تتصدر الصناعة والتعدين كافة الأنشطة الاقتصادية في الدمام، التي تُعد من أهم مدن المملكة الصناعية. تتصدر صناعة النفط هذا النشاط، وتأتي بعدها صناعة الأسمدة والألومنيوم والبتروكيماويات والمطاط والمباني الجاهزة وأجهزة التكييف، كما عملت الغرفة التجارية الصناعية للمنطقة الشرقية على تقديم خدماتها المتنوعة على القطاع الخاص بكافة مجالاته التجارية والصناعية، وتسعى دائماً لتطوير الخدمات وتنويعها، حيث دأبت على وضع خطة سنوية ترسم فيها سياستها، وتشهد مدينة الدمام نشاطاً تجارياً كبيراً تتطلبه الحركة الصناعية الواسعة، وتُشجع عليه سهولة المواصلات وكثرة الطرق ووجود الميناء، وكذلك العمل المتواصل في الاستيراد والتصدير، وخدمات السكك الحديدية.
ويوجد بها مركز معارض الظهران الدولية الذي تقام فيه معارض وفعاليات خليجية وعربية ودولية في مختلف الأنشطة الاقتصادية، مما يجذب الزائرين لهذا المعرض.
وتضم المدينة مقر اتحاد غرف دول مجلس التعاون الخليجي الذي تأسس في عام 1979، ويعدّ من أهم المؤسسات الراعية للقطاع الخاص في دول الخليج العربية.

### اكتشاف النفط

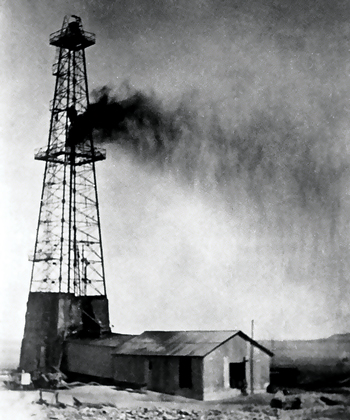
الدمام رقم 7 أول بئر نفطي ينتج تجارياً، 4 مارس 1938.

بدأت أعمال اكتشاف النفط عام 1935م حينما بدأت شركة ستاندرد أويل أوف كاليفورنيا سوكال آنذاك وشيفرون حالياً في حفر بئر الدمام الأولى والتي لم تأت نتائجها محققة للتطلعات. ولكن لأن الدلائل كانت تشير إلى وجود الزيت والغاز، فقد استمرت الشركة في حفر تسع آبار متتالية إلى أن تحقق الحلم في 3 مارس 1938، حيث أنتجت بئر الدمام رقم 7 كميات كبيرة من البترول بعد حفرها على عمق 1441 متراً في طبقة أطلق عليها اسم (الطبقة الجيولوجية العربية) فدخلت بذلك المملكة عصر صناعة البترول، كما توجد بالدمام ثلاث مدن صناعية:

### المدينة الصناعية الأولى
تعدّ المدينة الصناعية الأولى بالدمام من أول ثلاث مدن صناعية أنشئت في المملكة سنة 1390 هجرية، ويبلغ عدد المصانع المنتجة أكثر من 130 مصنعاً ويشتمل إنتاجها على صناعة المواد الغذائية والأثاث والورق والطباعة، وصناعة المواد الكيميائية ومنتجات البلاستيك ومنتجات الإسمنت، ومنتجات الألمنيوم والمنتجات المعدنية، والرخام والأجهزة الكهربائية والمواد العازلة وبعض قطع غيار السيارات. وتبلغ المساحة الإجمالية للمدينة حوالي مليونين وسبعمائة وأربعة آلاف متر مربع، ويبلغ عدد المصانع المنتجة في المدينة أكثر من 130 مصنعاً بالإضافة إلى 160 مصنعاً تحت الإنشاء.

### المدينة الصناعية الثانية
تبلغ مساحتها الإجمالية أربعا وعشرين مليون متر مربع، وهي موزعة على مرحلتين. يبلغ عدد المصانع المنتجة في المدينة الصناعية أكثر من 130 مصنعاً بالإضافة إلى 160 مصنعاً تحت الإنشاء. وقد تم تزويد المدن الصناعية بالمنطقة الشرقية بإدارات تقوم على توفير الأساسيات التي تتطلبها الصناعات القائمة بها حالها حال أي مدينة صناعية أخرى موجودة، إذ تقوم بمنح أصحاب رؤوس الأموال والراغبين في دخول الحقل الصناعي والحاصلين على تراخيص بإقامة مشروعات قطع الأراضي مقابل إيجار رمزي على خدمات أساسية ميسرة وملائمة لاحتياجات القطاع الصناعي، من الكهرباء والمياه والهاتف والصرف الصحي وتصريف المياه.

### المدينة الصناعية الثالثة
توجد على مسافة 60 كيلومتراً جنوب مدينة الدمام على شاطئ نصف القمر، وتقع على طريق مجلس التعاون المتقاطع مع طريق غونان، وتبعد عن ميناء الملك عبد العزيز 45 كيلومتراً.
مدينة الصناعات العالمية قيد الإنشاء بمحاذاة طريق الدمام - الرياض السريع

هيئة تطوير المنطقة الشرقية مقرها الدمام.

### الغرفة التجارية الصناعية بالمنطقة الشرقية
تلعب الغرف التجارية الصناعية في المملكة العربية السعودية دوراً كبيراً في رعاية مصالح رجال الأعمال والمستثمرين والمنتسبين إليها، حيث تسعى جاهدة للتعبير عن آمالهم وطموحاتهم من خلال عملها كهمزة وصل بين الأجهزة الرسمية في الدولة والقطاع الخاص. ومن هذا المنطلق عملت الغرفة التجارية الصناعية للمنطقة الشرقية على تقديم خدماتها المتنوعة إلى القطاع الخاص بكافة مجالاته التجارية والصناعية، وتسعى دائماً لتطوير هذه الخدمات وتنويعها، إذ دأبت على وضع خطة سنوية ترسم فيها سياستها. ومجاراة للتطور الذي حدث في المملكة بشكل عام والمنطقة الشرقية بشكل خاص؛ قرر مجلس إدارة الغرفة إقامة مبنى جديد مجهز بأحدث التجهيزات وزودت الإدارات والأقسام بمختلف الوسائل لجعل العمل سهلاً وميسراً ولتوفير إمكانيات تساعد في تحقيق طموحات الغرفة ورجال الأعمال. فاقت التكلفة الإجمالية سبعين مليون ريال سعودي. وضمن إطار تحقيق اتفاقية أفضل شاركت الغرفة في دعم كافة القطاعات من خلال تطوير الإدارات واللجان المتخصصة بالغرفة وإنشاء إدارات ولجان جديدة منها: إدارة الشؤون الإدارية (التي تشمل شؤون الموظفين، الاتصالات الإدارية، المستودعات، الصيانة، التشغيل، المشتريات)، إدارة المعلومات، إدارة المنتسبين، الإدارة الصناعية، الإدارة الاقتصادية والبحوث، إدارة التدريب، إدارة اللجان، الإدارة القانونية، الإدارة المالية، إدارة العلاقات العامة، وإدارة النشر والإعلام.

## أهم المساجد والجوامع
- مصلى العيد الكبير.
- مسجد حمزة بن عبد المطلب.
- جامع الإمام علي بن أبي طالب.
- جامع الإمام الحسين.
- جامع خادم الحرمين الشريفين.
- جامع الملك فهد بن عبد العزيز.
- جامع الأمير فيصل بن تركي.
- جامع الأمير عبد المحسن بن جلوي.
- مسجد بدر الكبرى.
- مسجد الباقيات الصالحات.
- مسجد بلال بن رباح.
- جامع عمر بن الخطاب.
- مسجد سعد بن أبي وقاص.
- مسجد خالد بن الوليد.
- مسجد قتيبة بن مسلم.
- جامع أسيد بن حضير.
- مسجد صلاح الدين.
- مسجد الإمام القرطبي.
- مسجد المجدوعي.
- جامع الفرقان.
- جامع الريان.
- جامع الوابل.
- جامع الإمارة.
- جامع كانو.
- جامع طيبة الطيبة.
- جامع القدس الشريف.

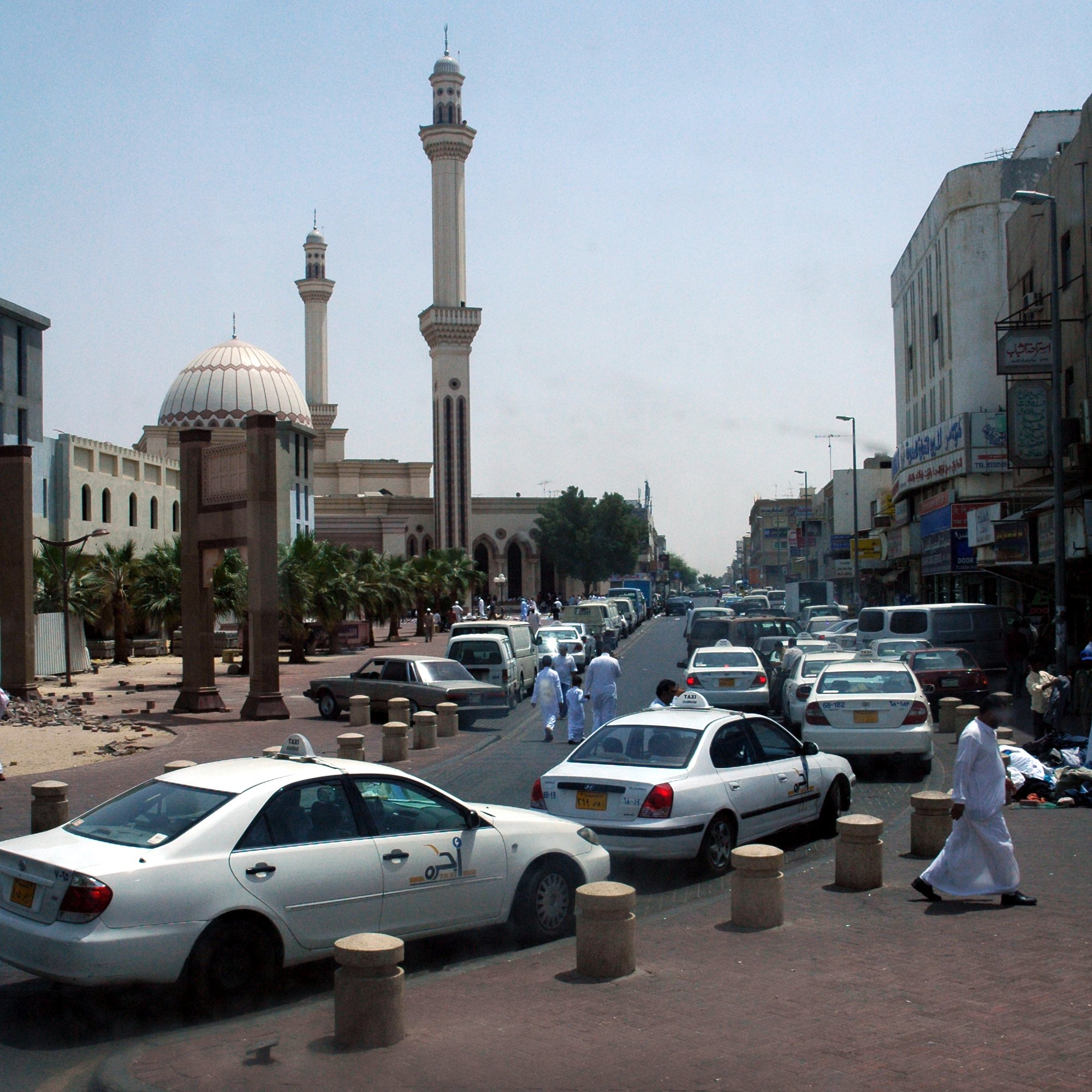
جامع خادم الحرمين الشريفين بالدمام.

- جامع الشيخ أحمد بن عبد الواحد العبد الواحد.
- جامع عبد الرزاق قنبر الأنصاري.
- جامع الشيخ صالح بن إبراهيم أبا حسين الدعوي.

## المعالم السياحية
تعدّ الدمام إحدى مناطق الجذب السياحي بفضل مناخها المعتدل نسبياً أغلب شهور السنة، وتمتعها بالشواطئ الساحلية على الخليج العربي، ومن المعالم السياحية فيها:

### مركز الملك عبدالله الحضاري
أقيم مركز الملك عبد الله الحضاري على جزيرة صناعية قبالة متنزه الملك عبد الله على كورنيش الدمام بالواجهة البحرية، وقد تبنته أمانة المنطقة لإيجاد مواقع للاحتفالات واستضافة المؤتمرات والمهرجانات والمعارض بمختلف أهدافها في موقع واحد، حيث يمكن للمشروع أن يستوعب قرابة 12 ألف شخص في وقت واحد. ويخدم المشروع الجانب الاجتماعي والاقتصادي والعلمي والثقافي والترفيهي والخدمي، ويحاكي الثقافات والحضارات المحلية والإقليمية والدولية في نسيج متكامل بحيث يكون رمزاً ومعلماً سياحياً ومثرياً ثقافياً واجتماعياً وعلمياً، ينقل ويوثق كل ما أنجز في المنطقة إلى جانب توفير كل ما يحتاجه الزائر من خدمات معلوماتية وترفيهية، ويهدف إلى التعرف على تاريخ المنطقة الشرقية والتركيبة السكانية والاجتماعية وقصة التنمية والتحديات والمشروعات التي نفذت في المنطقة بحيث يحكي ويوثق مراحل التنمية في الماضي والحاضر والمستقبل إلى جانب توثيق قصة التنمية الشاملة بالمنطقة. ويعد المركز الحضاري واحداً من أهم المشروعات والمعالم السياحية في المنطقة الشرقية، ويحتوي المشروع، إضافة إلى المرافق العامة، على فندقين ومجمع تجاري ومرسى قوارب «مارينا»، ويصنف الفندقان من فئة خمس نجوم، الأول بارتفاع 12 دوراً للعائلات، والثاني بارتفاع عشرة أدوار لرجال الأعمال، ويضم الفندق أجنحة سكنية ملحقاً بها مكاتب يستطيع من خلالها رجال الأعمال الزائرون للمنطقة متابعة أعمالهم. وأقيم الفندقان على مساحة 21 ألف متر مربع، كما يقام مجمع تجاري بمساحة 33.5 ألف متر مربع، وحديقة على مساحة 50 ألف متر مربع، ومسرح على مساحة 2500 متر مربع. كما يضم المركز متحفا بمساحة 10 آلاف متر مربع، ومكتبة بمساحة 7 آلاف متر مربع، و3 صالات للعروض، الأولى الرئيسية بمساحة 6 آلاف متر مربع، والصالتان الأخريان بمساحة 2500 متر مربع لكل صالة منهما، كما ستقام في المشروع حديقة بمساحة 50 ألف متر مربع، ومسرح بمساحة 2500 متر مربع، بالإضافة إلى أن المركز خصص موقعاً لدارة الملك عبد العزيز بمساحة 5 آلاف متر مربع ستقيم فيها الدارة أول فروعها خارج منطقة الرياض، تقدم كل ما يتعلق بتاريخ المنطقة الشرقية، ودورها التاريخي منذ عهد الملك عبد العزيز، وتم تخصيص موقع الدارة في القسم المخصص للمتحف الذي يقام على مساحة تقدر ب16 ألف متر مربع.

### منتزة الملك فهد
يقع بين مدينتي الدمام والظهران على طريق قصر الخليج السريع بمساحة قدرها 1.120 مليون متر مبربع ويعد من أكبر الحدائق الترفيهية بالمنطقة الشرقية نظرآ لما فية من البحريات الصناعية والمساحات الخضراء والشلالات والنوافير إضافة إلى المطاعم والعاب الأطفال، كما ان بداخلة توجد مدينة الخليج الترفيهية وهي مدينة العاب تابعة للشركة السعودية لمراكز الترفيه .

### كورنيش الدمام
كورنيش الدمام" يعد واجهة جميلة ومشرفة للمنطقة الشرقية، فعلى امتداد يمتد بمسطحات الخضراء التي تعكس حجم الجهود التي تبذلها الدولة في تطوير ورقي الأماكن السياحية الجميلة والتي تحظى المنطقة الشرقية بكافة محافظاتها باهتمامها.
«كورنيش الدمام» يعتبر ملاذاً ومحطة جميلة للزائرين سواء من قاطني المنطقة الشرقية أو من المحافظات والمناطق الأخرى، بل انه بات مهوى لأفئدة كثير من أبناء الخليج الذين يجدون في هذا الكورنيش واحة واستراحة جميلة تجذبهم نحوه ويجدون في التنزه فيه متعة لا تضاهيها متعة فالشاطئ يحتضن مياه الخليج الدافئة ويرتمي على صدر رمله محبو وعشاق البحر يأنسون بقربه والاستمتاع بعليله ونسماته العذبة تحفهم المسطحات والأشجار الخضراء الممتدة على طول الكورنيش محدثة متعة بصرية ونفسية لا توصف.

في الأعياد والعطل الرسمية يحتشد في المنطقة آلاف الزوار قاصدين الاستمتاع بكورنيش الدمام الذي ينتشر على امتداده جميع وسائل الراحة والتسوق والترفيه.

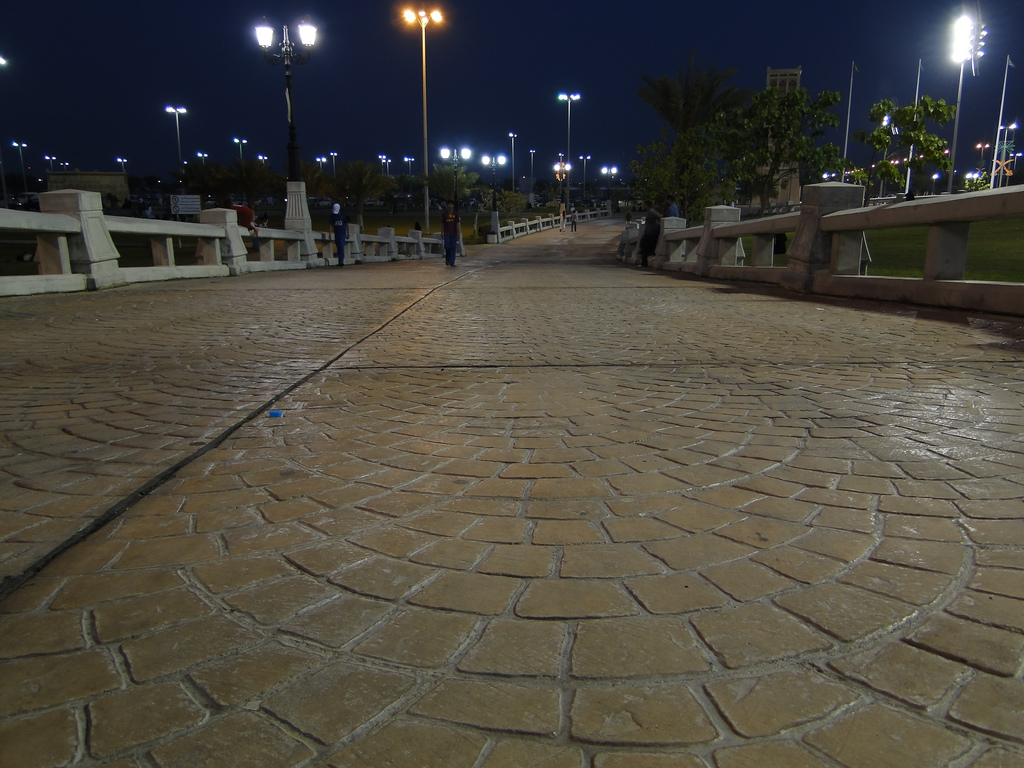
كورنيش الدمام

### جزيرة المرجان
جزيرة طبيعية ذات أهمية عالية، تم تجهيزها وربطها بالبر عبر جسر بطول 1400 متر، وتبلغ مساحتها 7000 متر مربع يتوسطها برج «الملوية» الذي اكتسب شهرته الواسعة لتصميمه الفريد. تغطي معظم أرجاء الجزيرة مسطحات خضراء زودت بالخدمات الأساسية مثل المياه والكهرباء ودورات المياه وأكشاك المأكولات السريعة، بالإضافة لمرفأ صغير تسيّر شركة خاصة من خلاله رحلات بحرية يومياً.

### واجهة الدمام البحرية
وهو موقع جذب سياحي عالي الأهمية، تم تصميمه ليكون أشبه بحديقة خضراء كبيرة، افتتح في العام 1428 هجري ليشكل معلماً بارزاً من معالم «شرقية الخير» ويجتذب أعداداً كبيرة جداً ومتزايدة من الزوار بشكل يومي وموسمي، كل ذلك بسبب تكامل الخدمات وروعة المكان. كما يمتاز المتنزه بمساحات من المسطحات الخضراء والعديد من المقاهي والمطاعم.

### شاطئ نصف القمر
موقع ذو طبيعة خلابة يمتد الشريط الساحلي فيه حوالي 25 كيلومتراً، ويعدّ مكاناً مثالياً للاستحمام وممارسة الأنشطة والرياضات البحرية والغوص والتزلج على الأمواج، كما تنطلق منه رحلات ومراكب الصيد، تتوفر فيه الخدمات والأماكن الترفيهية، ويمتاز بالشواطئ ذات الرمال الساحرة، وتتعلق فيه الصحراء بأمواج الخليج العربي الدافئة.

### المنتجعات السياحية
في كورنيش الدمام وشاطئ نصف القمر عدد من المنتجعات التي تطل مباشرة على ساحل الخليج العربي:
- منتجع أمواج.
- منتجع البحري.
- منتجع الدولفين.
- منتجع راديسون بلو.
- منتجع لافونتين البحيرة.
- منتجع شاطئ الدانة.
- منتجع شاطئ الفهد.
- منتجع شاطئ النخيل.
- منتجع قرية نصف القمر.

### متحف الدمام
يُعد متحف الدمام واحداً من ضمن سلسلة المتاحف التي أنشأتها وزارة المعارف (أول مسمى أطلق على وزارة التعليم) تحت إشراف وكالة الآثار والمتاحف وبرعاية الأمير محمد بن فهد بن عبد العزيز آل سعود. تم افتتاح المتحف في 24 /7 /1405ه في مبناه المؤقت بالمكتبة العامة بالدمام - الدور الرابع. يَضم المتحف ست قاعات آثارية وتراثية وطبيعية بالإضافة إلى قاعة أمير المنطقة الشرقية التي افتتحت لاحقاً عام 1421ه. وحسب ما أثبتته المكتشفات والحفريات التي أجريت في المنطقة، فإن هناك أكثر من 400 موقع أثري مهم في مختلف أرجاء المنطقة الشرقية كالظهران وتاروت والقطيف والجبيل والأحساء والخبر والدمام وثاج ويبرين وبقيق وغيرها، ويُمكن رؤية هذه الآثار داخل قاعات المتحف الست موزعة داخل خزائن «فاترينات» عرض خاصة ومتسلسلة حسب الفترات الزمنية بالتدرج منذ العصور الحجرية إلى تراث الآباء والأجداد.

### جبل المريكبات
تقع المريكبات الصخرية داخل مدينة الدمام في وسط حي من أكثف الأحياء السكنية جنوبي المدينة، حيث تمثل تشكيلات لصخور بديعة التكوين لحقبات جيولوجية مختلفة نشأت عن عمليات التعرية قلما يوجد نظير لها وسط المدن السعودية، ويشكل هذا الموقع معلماً طبيعياً ذا شهرة عالية، ومن العجائب الجيولوجية التي تتجسد بالتكوينات الصخرية على مساحة تمتد ل 3000 متر مربع، وتعود لعدد من الطبقات الجيولوجية البالغة القدم، وقد قامت البلدية بأعمال رصف حول الموقع وإنشاء ممر للمشاة لممارسة رياضة المشي، كما يوجد مطعم في أقصى الطرف الجنوبي للموقع.

### بحيرة مدن
أُنشأت «بحيرة مدن» من قبل الهيئة السعودية للمدن الصناعية ومناطق التقنية «مدن» في المنطقة الصناعية الثانية بالدمام، تُعد بحيرة مدن أكبر بحيرة صناعية في المملكة وهي عبارة عن مياه متجددة تعالج بطريقة بيئية، وتبلغ المساحة الإجمالية للمشروع 400.000 م2 ومساحة البحيرة 210.000 م2، وتتضمن مسطحات خضراء بالإضافة إلى زراعة 760 نخلة تم توزيعها على أنحاء البحيرة بشكل هندسي وجمالي رائع، وممرات للمشاة صممت بطريقة مميزة تخدم زوار البحيرة يبلغ طولها أربعة كيلومترات. تُعد البحيرة وجهةً سياحيةً ومتنفساً للعاملين بالمدينة الصناعية الثانية بصفة خاصة وسكان المنطقة الشرقية وزوارها للاستمتاع بقضاء أجمل الأوقات.

### الفنادق
- فندق كمبينسكي العثمان.
- فندق هيلتون.
- فندق وبرج شيراتون.
- فندق هوارد جونسون.
- فندق بست ويسترن.
- فندق بلو بارك إن.
- فندق بارك إن باي راديسون.
- فندق ويندام جاردن.
- فندق جولدن جاردن.
- فندق الدمام بالاس.
- فندق نافيتي ورويك.
- فندق سندان.
- فندق الدمام.
- فندق جولدن بارك (قيد التشطيب).
- فندق شبه الجزيرة.
- فندق أطلال الشرق.
- فندق رمادا الشرق.
- فندق قلعة الشرق.
- فندق ديباج.
- فندق بودل.
- فندق رست بارك (القمر سابقاً).
- فندق سوفي.
- فندق وثير.
- فندق الفرات.
- فندق ريزدينس إن ماريوت .
- فندق الـــريحان روتـــانـــــــــــا .

### الأسواق الشعبية
- سوق وسط الدمام.
- سوق الغنم الجديد على طريق الأحساء
- سوق مكة الشعبي.
- سوق الحراج (التلفزيون) ويسمى سوق الغنم القديم .
- سوق الدمام الشعبي.
- سوق الحَب: يعرض فيه منتجات المزارع من مختلف أنواع الحبوب، ويتميز هذا السوق بأنه أَقدم وأشهر الأسواق الشعبية بالمنطقة، إذ يشهد حراكًا تجاريًا نشطًا منذ أكثر من 80 عاما.[18]
- سوق الحمام: من الأسواق القديمة وهو بالقرب من عمارة مشهورة بالدمام تسمى عمارة سيكو، والموقع يشمل العديد من الطيور المخصصة للبيع، حيث يمتلئ بالباعة والمشترين من هواة ومحبي الطيور، ويتوافد المشترون من مناطق مختلفة من المنطقة الشرقية على هذا السوق الذي يقام في صباح يوم الجمعة من كل أسبوع.

### مدن الترفيه والألعاب والحدائق
- متنزه الملك فهد.
- مدينة الكوبرا الترفيهية.
- مدينة الترامبولين.
- منتزة أرامكو البيئي  .
- متنزه فن تايم.
- عالم المغامرات.
- قرية الألعاب.
- ألعاب سنفوري بارك
- قرية الدولفين.
- قرية الدمام المائية.

## الأحياء السكنية
أبرز الأحياء في مدينة الدمام:
وسط الدمام
- حي الدواسر
- حي الخليج
- حي السوق
- حي القزاز
- حي البديع
- حي الجلوية
- حي النخيل
- حي مدينة العمال
- حي العدامة
- حي البادية
- حي العمامرة
- حي الربيع
- حي العزيزية
- حي الزهور
- حي السلام
- حي الطبيشي
- حي المزروعية
- حي غرناطة
- حي بن خلدون
- حي محمد بن سعود
- حي العنود

غرب الدمام
- حي بدر
- حي أحد
- حي الضباب
- حي النور
- حي المنار
- حي العروبة
- حي الفيحاء
- حي الفيصلية
- حي الشروق
- حي الضاحية
- حي الفرسان
- حي الأمل
- حي الأمانة

شمال الدمام
- حي الرابية
- حي البحيرة
- حي الجوهرة
- حي المحمدية
- حي الشاطئ
- حي الحمراء
- حي الدانة
- حي الخضرية
- حي الصناعية

جنوب الدمام
- حي طيبة
- حي الأمل
- حي الرحاب
- حي النزهة
- حي الروضة
- حي الفاخرية
- حي الاتصالات
- حي الريان
- حي الندى
- حي الجامعيين
- حي الحاكمية
- حي الأنوار
- حي الفردوس

شرق الدمام
- حي الراكة
- حي النورس
- حي الأرجان
- حي المريكبات
- حي الفنار
- حي الديرة
- حي الإسكان
- حي هجر
- حي النسيم
- حي القشلة
- حي الناصرية
- حي الخالدية
- حي عبد الله فؤاد
- حي مدينة العمال
- حي البساتين
- حي النهضة
- حي المنتزه
- حي الحسام
- حي الصفا
- حي السيف
- حي الصدفة
- حي الحسـام

## الجوائز الخليجية والعربية
- حازت المركز الثاني عربياً كأفضل مدينة في الوعي البيئي.
- حاز السوق الشعبي النسائي المركز الثاني خليجياً في التراث العمراني.
- حازت المركز الثاني عربياً في التراث المعماري.

## أهم شوارعها
- شارع الملك عبد العزيز.
- شارع الملك سعود بن عبد العزيز.
- شارع الملك خالد بن عبد العزيز.

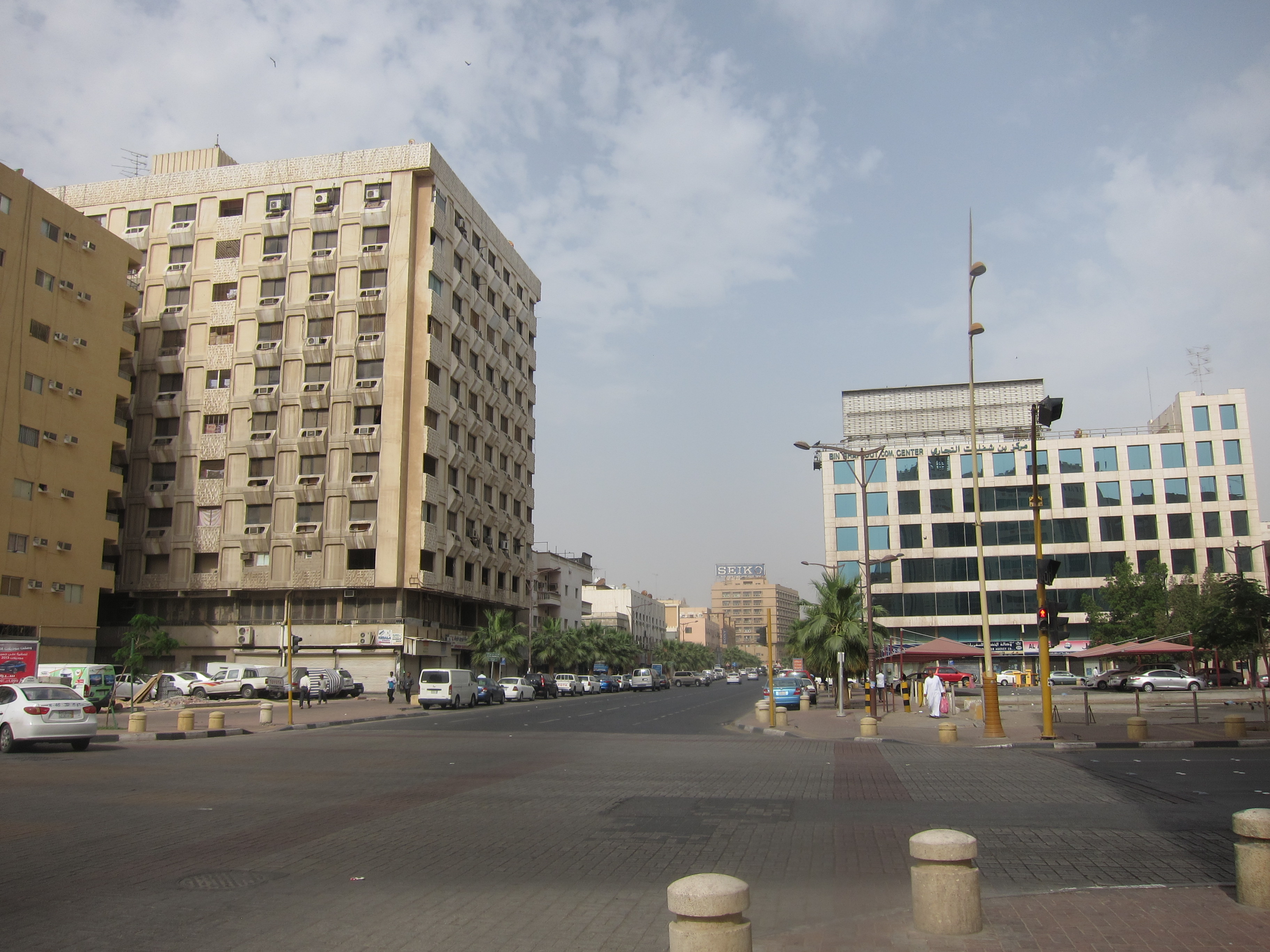
وسط المدينة

- طريق الأمير محمد بن فهد: يقسم المدينة إلى نصفين (شمال شرقي وجنوب غربي) ويبدأ من شمال شرق مدينة الدمام (حي الشاطئ) ويقسم حي الشاطئ إلى قسمين (حي الشاطئ الشرقي وحي الشاطئ الغربي) وينتهي في مدينة الظهران مع المرور بجنوب غرب الدمام.
- طريق الملك عبد الله: الخط الساحلي لمدينة الدمام حيث يمر على الكورنيش القديم والكورنيش الثالث والواجهة البحرية القديمة والواجهة البحرية الجديدة.
- طريق الملك فهد (ابن خلدون سابقا): يصل مدينة الدمام بالخبر والمطار والرياض.
- طريق الأمير نايف بن عبد العزيز (شارع 42 سابقاً). وهذا الطريق يبدأ من شمال الدمام وينتهي في جنوب الدمام مروراً بشوارع الملك عبد العزيز وسعود وخالد وفهد.
- طريق الملك فيصل ويسمى (طريق الدمام - الخبر الساحلي) ويمتاز بوجود عدة مواقع ذات أهمية مثل ميناء الملك عبد العزيز ومركز معارض الظهران الدولية ومعهد الدراسات الفنية للقوات البحرية وجامعة الإمام عبد الرحمن بن فيصل وغيرها من الأماكن ذات الأهمية.
- شارع الخزان: كان يسمى بشارع اليماني في عهد الملك عبد العزيز وتم تغيير اسم الشارع في عهد الملك سعود، ويعد شارع الخزان أقدم شوارع الدمام، وسمي بشارع الخزان لوجود الخزان القديم الذي كان بمحاذاته، والآن سمي بشارع الثامن عشر.
- شارع الظهران ويسمى (الحادي عشر) وما يميزه هو مروره بإمارة المنطقة الشرقية والمنطقة المركزية من السوق وكورنيش الدمام.
- شارع أمير المؤمنين أبو بكر الصديق رضي الله عنه.
- شارع أمير المؤمنين عمر بن الخطاب رضي الله عنه.
- شارع أمير المؤمنين عثمان بن عفان رضي الله عنه.
- شارع أمير المؤمنين علي بن أبي طالب رضي الله عنه.

## المراكز الأكاديمية والتعليمية
- جامعة الإمام عبد الرحمن بن فيصل.
- الجامعة السعودية الالكترونية.
- الجامعة العربية المفتوحة.
- جامعة اليمامة الأهلية .
- جامعة الأصالة.
- أكاديمية أكسفورد للطيران.
- الهيئة السعودية للتخصصات الصحية.
- الكلية التقنية للطلاب.
- الكلية التقنية للطالبات (قيد التشطيب).
- كلية المجتمع (بنين، بنات).
- كلية الغد الدولية للعلوم الصحية (بنين، بنات).
- معهد الأدارة العامة (بنين، بنات).
- المعهد العلمي (جامعة الإمام محمد بن سعود).
- المعهد التقني للهندسة والبترول والتدريب العالي (THIEP).
- المعهد التقني للبترول والغاز الطبيعي.
- المعهد التقني السعودي لخدمات البترول.
- المعهد الفني للتدريب الصحي.
- معهد الشركة السعودية للكهرباء.
- معهد الزامل العالي للتدريب الصناعي.
- معهد غازي القصيبي للتدريب والتطوير.
- معهد ريادة الأعمال الوطني.
- مركز الأمير عبد المحسن بن جلوي للبحوث والدراسات الإسلامية.

## المواصلات

### الطرق البرية

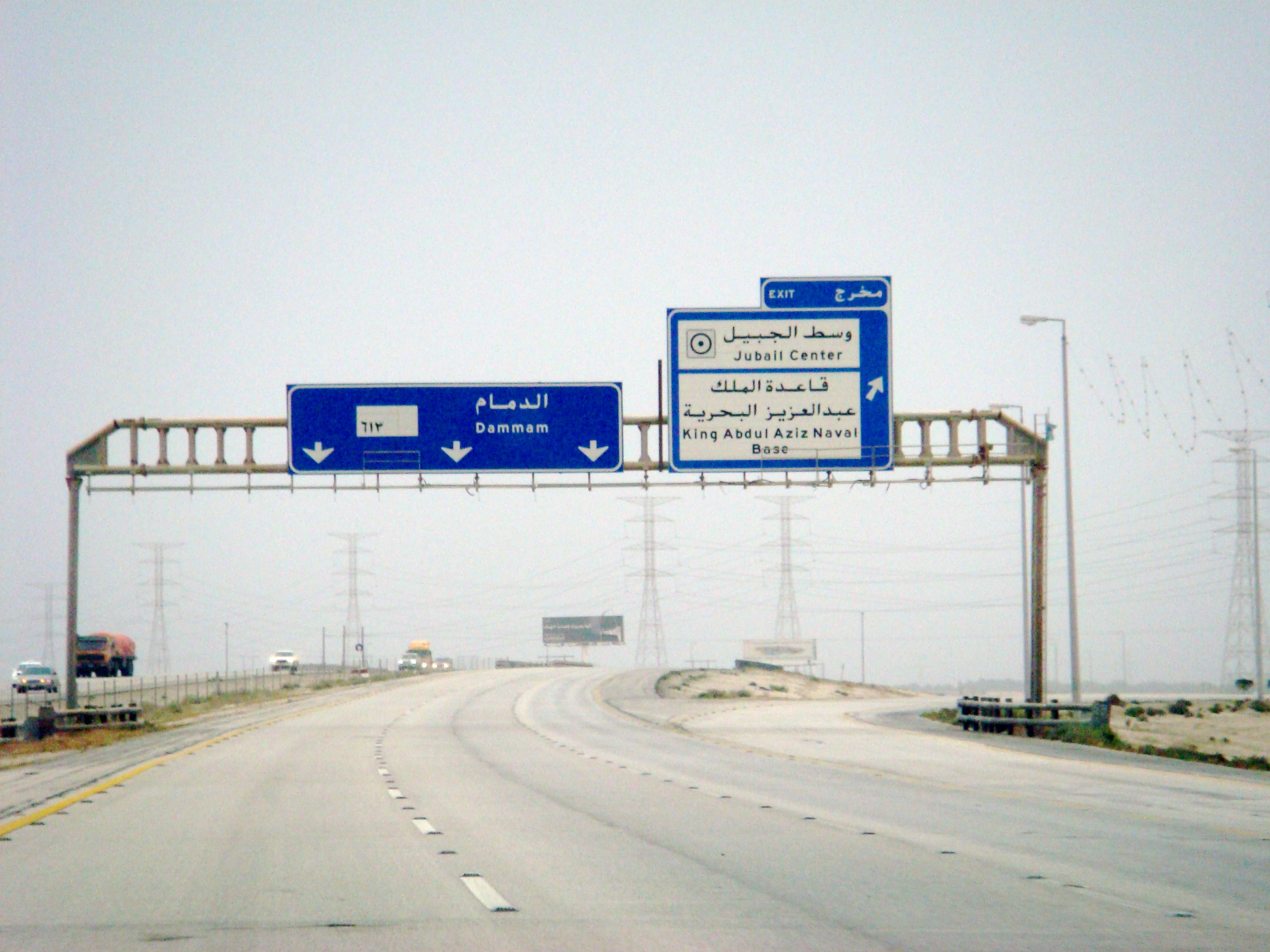
أحد الطرق المؤدية لمدينة الدمام.

تمتاز مدينة الدمام بحركة نقل نشطة ومتنوعة، نظراً لموقعها على الخليج ولضخامة نشاطها الاقتصادي، مما دعا إلى إنشاء شبكة حديثة من الطرق، من أهمها:
- (1) طريق 40 يصل الدمام بالرياض، وتبعد الرياض تقريبا 380 كم.
- (2) طريق الدمام - أبو حدرية السريع 160 كم.
- (3) طريق الدمام - الخبر السريع 25 كلم.
- (4) طريق الظهران - رأس تنورة الجبيل السريع 80 كم.
- (5) طريق الدمام - بقيق السريع 90 كم.
- (6) طريق الدمام - القطيف 23 كم.
- (7) طريق الدمام - شاطئ نصف القمر السريع 35 كم.
- (8) طريق الدمام - أبقيق - الأحساء السريع 180 كم.

### النقل الجوي

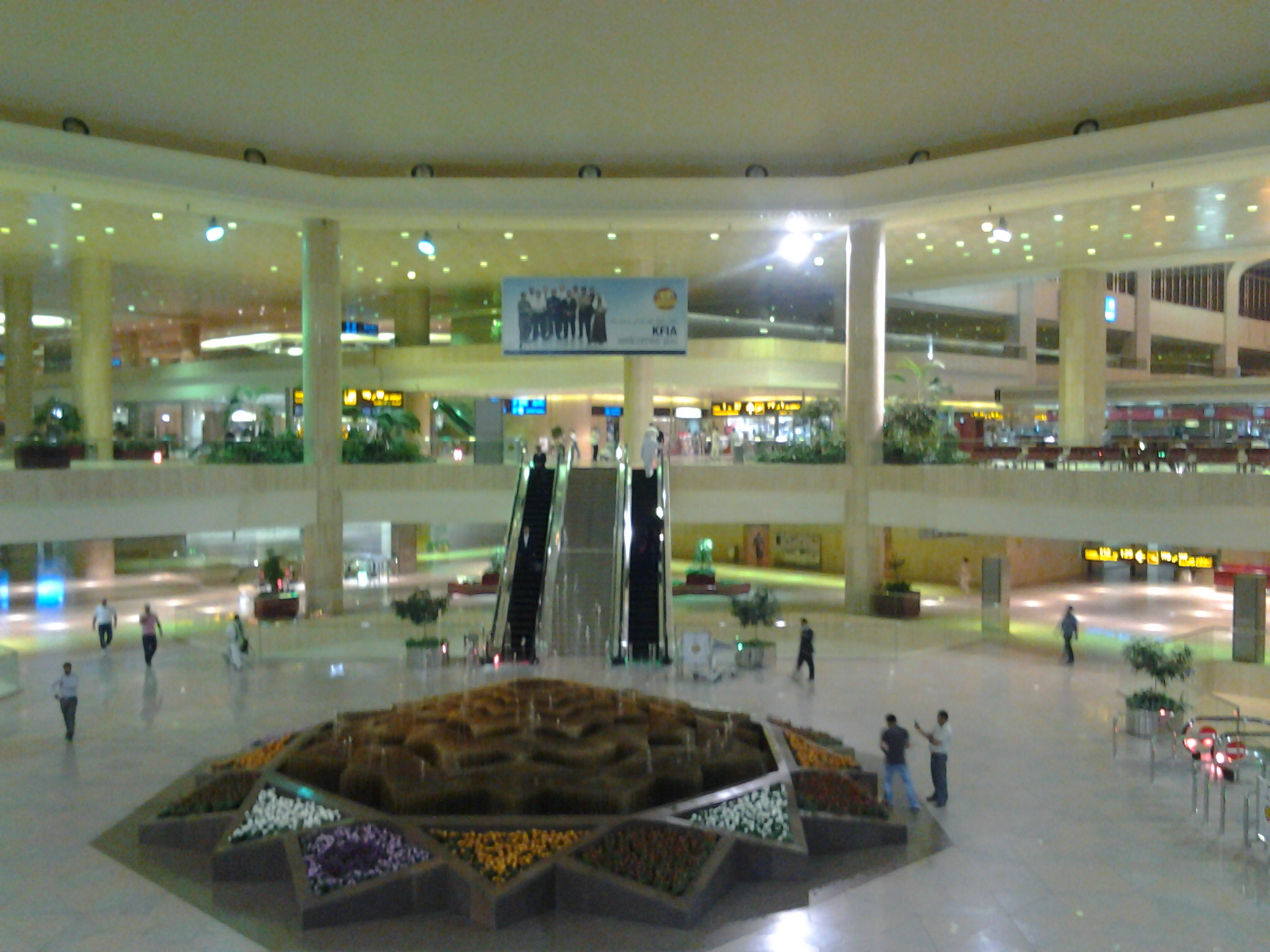
مطار الملك فهد الدولي

ترتبط المدينة بمناطق المملكة المختلفة وبقية أنحاء العالم، بواسطة عدة مطارات. ومن أهم هذه المطارات مطار الملك فهد الدولي، ويبعد 36 كيلومتراً عن مدينة الدمام، وتبلغ مساحته نحو 760 كيلومتراً مربعاً، وهو بذلك أضخم مطارات المملكة من حيث المساحة والتجهيزات، ويقع شمال غرب المدينة وغرب طريق أبوحدرية السريع مباشرة. كما تبعد المدينة حوالي 25 كيلومتراً عن مطار الظهران الدولي والذى كان المطار الدولي الرسمي لمدينة الدمام قبل افتتاح مطار الملك فهد الدولي.

### الخطوط الحديدية السعودية
ترتبط مدينة الدمام بمدينة الرياض عبر خط حديدي رئيسي، يمر بالهفوف والأحساء وبقيق، بطول 562 كم، وله خطوط فرعية يبلغ مجموع أطوالها 164 كم. وهناك خط حديدي يربط الدمام بمحافظة الجبيل (قيد الإنشاء).

### النقل البحري
وفي المنطقة ميناء الملك عبد العزيز الميناء الرئيسي في المنطقة الذي تمر من خلاله البضائع من كافة دول العالم إلى المنطقة الشرقية وباقي مدن المملكة، تأسس عام 1369ه، ويتمتع بتجهيزات ضخمة تسمح له باستقبال مختلف أنواع السفن. وأهم هذه التجهيزات:
- 56 رافعة متعددة الأغراض.
- 8 رافعات للحاويات.
- 524 رافعاً متنقلاً.
- 28 ناقلة حاويات.
- وعدة أرصفة للسفن والصيد، فضلاً عن حوض لإصلاح السفن.

## الإعلام

جريدة اليوم

صحيفة الشرق (السعودية)

### التلفزيون والإذاعة
في الدمام مبنى محطة تلفزيون ومحطة إذاعية تقوم كل منهما بتسجيل البرامج واللقاءات في المنطقة الشرقية وما ينطوي في سماء الإعلام وترسلها إلى المحطة الرئيسية في الرياض لبثها عبر قنوات التلفزيون السعودي. وفيها فرع وزارة الثقافة والإعلام لخدمات المنطقة الشرقية الإعلامية، وقناة تلفزيونية فضائية خاصة (المنطقة الشرقية) تبث عبر القمر الصناعي نايل سات.[بحاجة لمصدر]

### الصحف
تصدر في الدمام عدة صحف وهي اليوم، والشرق، متخصصة في أخبار المنطقة، وتصدر كذلك صحف إعلانية أسبوعية مجانية بأعداد كبيرة صباح كل يوم خميس (جريدة المبوبة) وصباح كل يوم جمعة (الوسيلة)، كما توجد في المدينة العديد من المكاتب للصحف السعودية وبعض المطبوعات الأخرى مثل صحيفة الرياض، عكاظ، الوطن، الشرق الأوسط، الحياة، شمس، مجلة لها، ليالينا.

## الرعاية الصحية
يتلقى سكان الدمام الرعاية الصحية العلاجية والوقائية من خلال المستشفيات والمراكز الصحية التالية:
- برج الدمام الطبي.
- مستشفى الملك فهد التخصصي.
- مدينة الملك خالد الطبية (قيد الإنشاء).
- مستشفى الإمام عبد الرحمن بن فيصل.
- مستشفى قوى الأمن الداخلي.
- مستشفى الدمام المركزي.
- مستشفى تداوي العام.
- مستشفى المواساة.
- مستشفى جامعة الإمام عبد الرحمن بن فيصل.
- مستشفى الأمل للصحة النفسية.
- مستشفى الولادة والأطفال.
- مستشفى العناية الشاملة.
- مستشفى الروضة العام.
- مستشفى دار عــافيـــــة
- المستشفى السعودي الألماني
- مستشفيات المانع .
- مجمع عيادات الدكتور عبد العزيز الوهبي الطبي.
- مركز المغربي لطب العيون والأذن.
- مركز آل سيف لطب العيون.
- مستوصف الدمام الأهلي.
- مستوصف الدمام الطبي.
- مجمع الفارابي الطبي.

## المرافق الرياضية

شعار نادي الاتفاق

تحتوي مدينة الدمام على عدد من الملاعب الرياضية أهمها:
- ملعب الأمير محمد بن فهد.
- مدينة الأمير سعود بن جلوي الرياضية.
- نادي الاتفاق.
- نادي النهضة.
- نادي شركة الكهرباء.
- الصالة الخضراء.

## معرض الصور

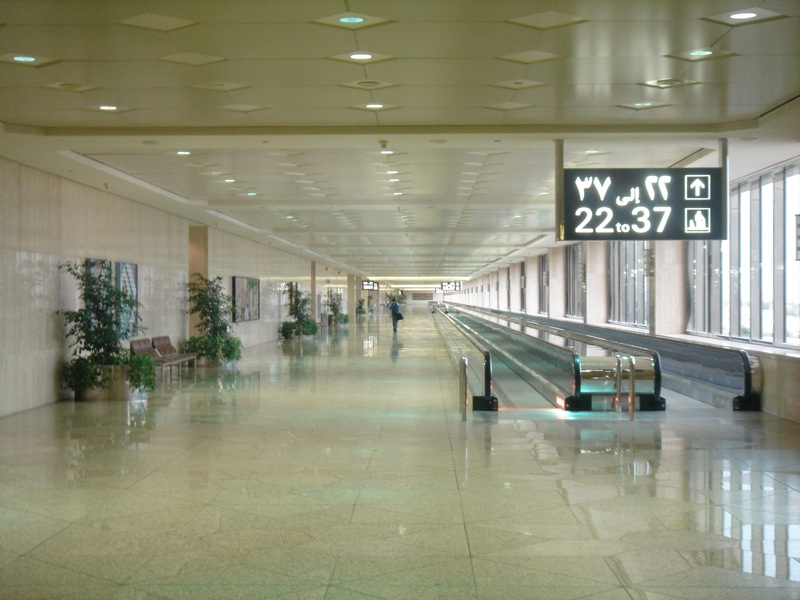
مطار الملك فهد الدولي.
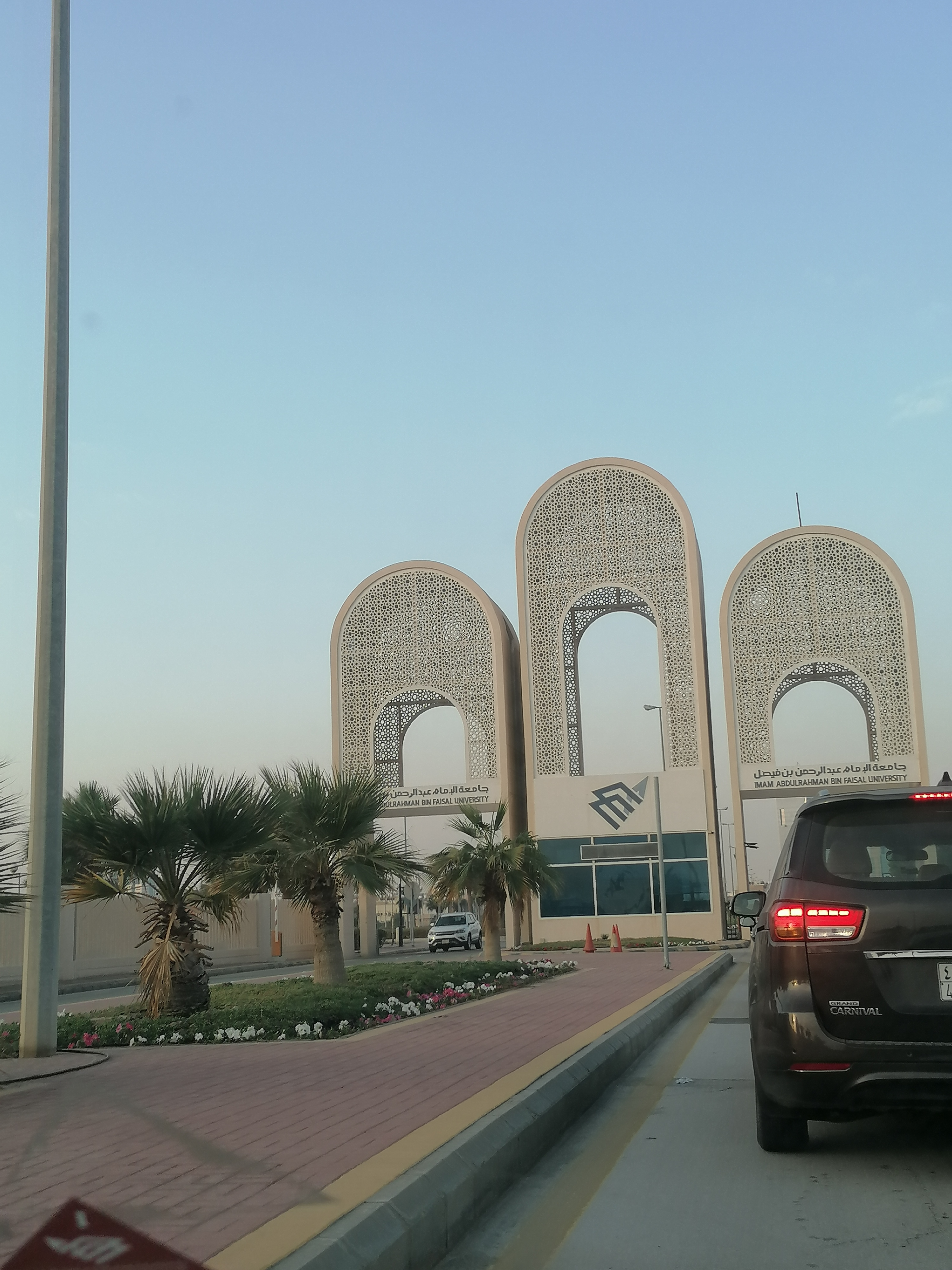
بوابة جامعة الإمام عبدالرحمن بن فيصل.
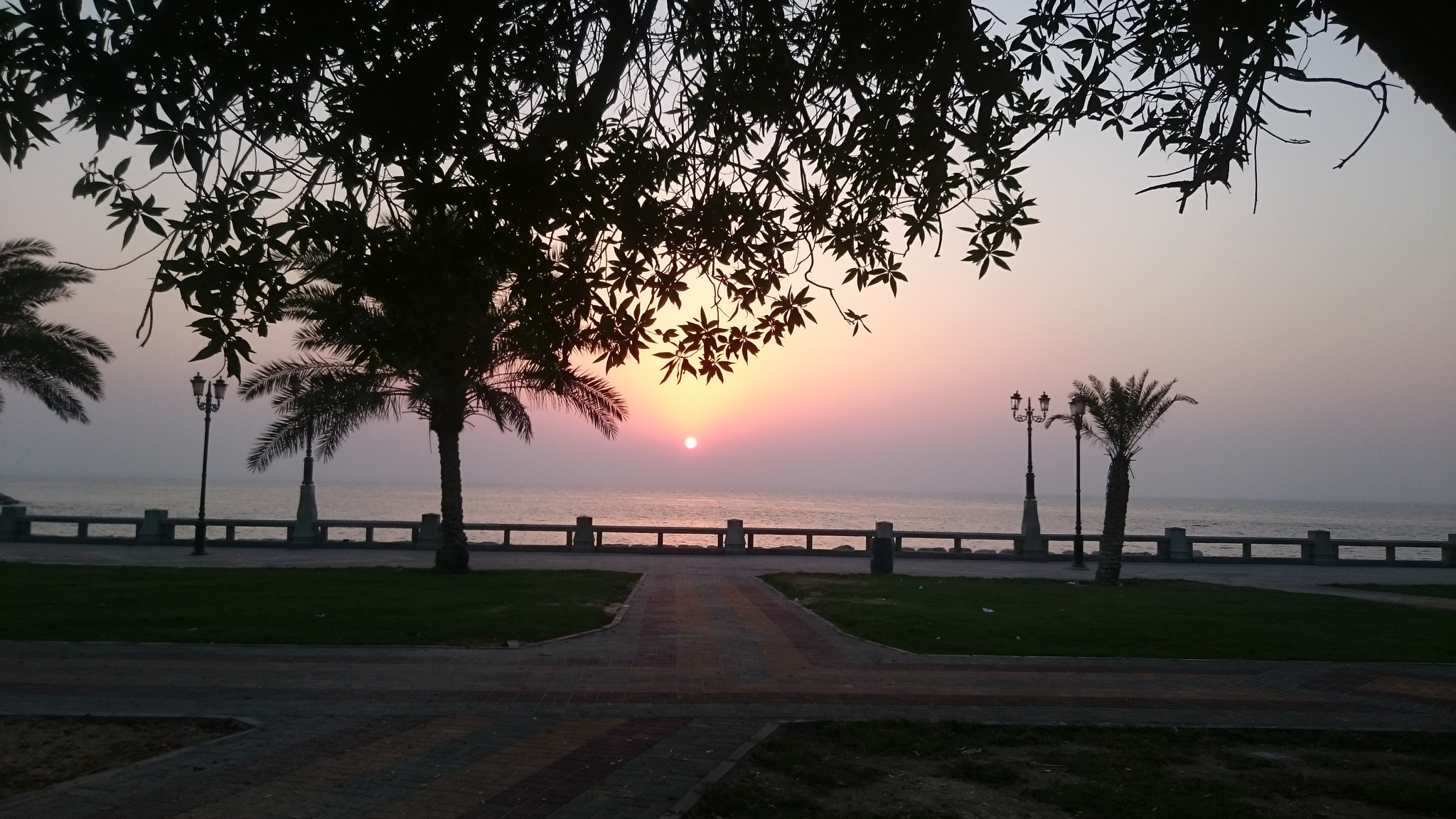
كورنيش الدمام.
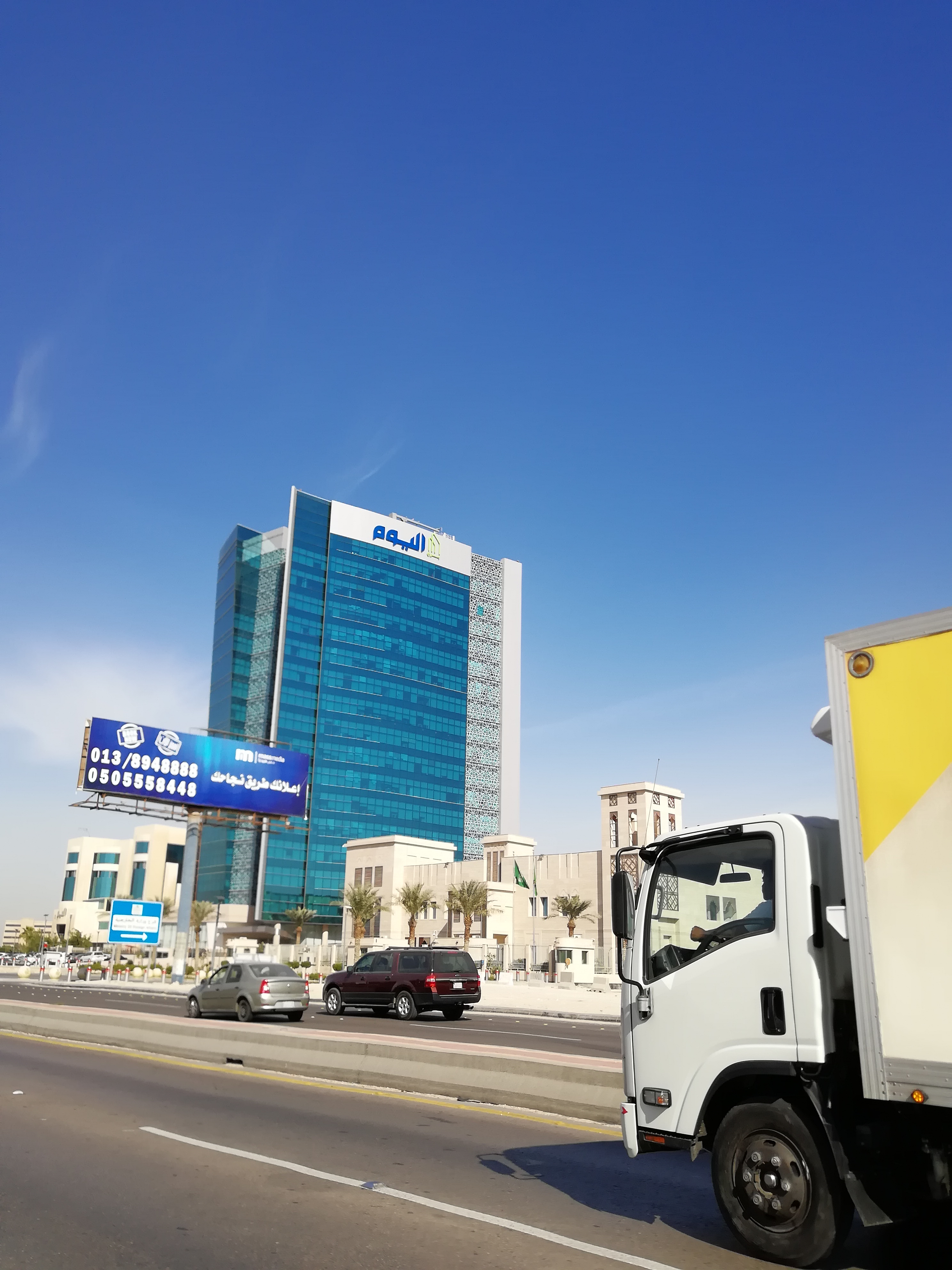
مبنى جريدة اليوم.
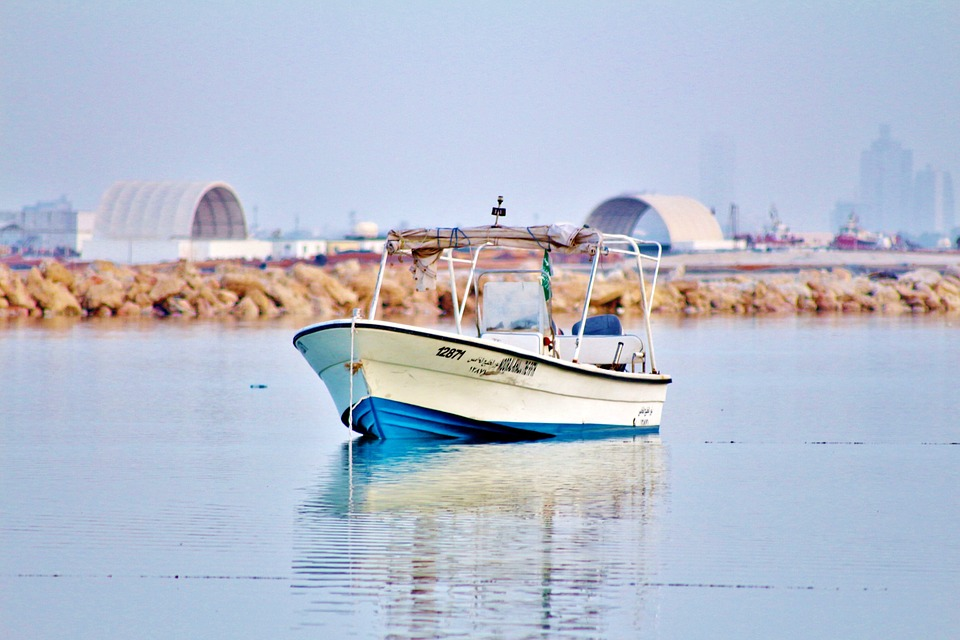
شاطئ الدمام.
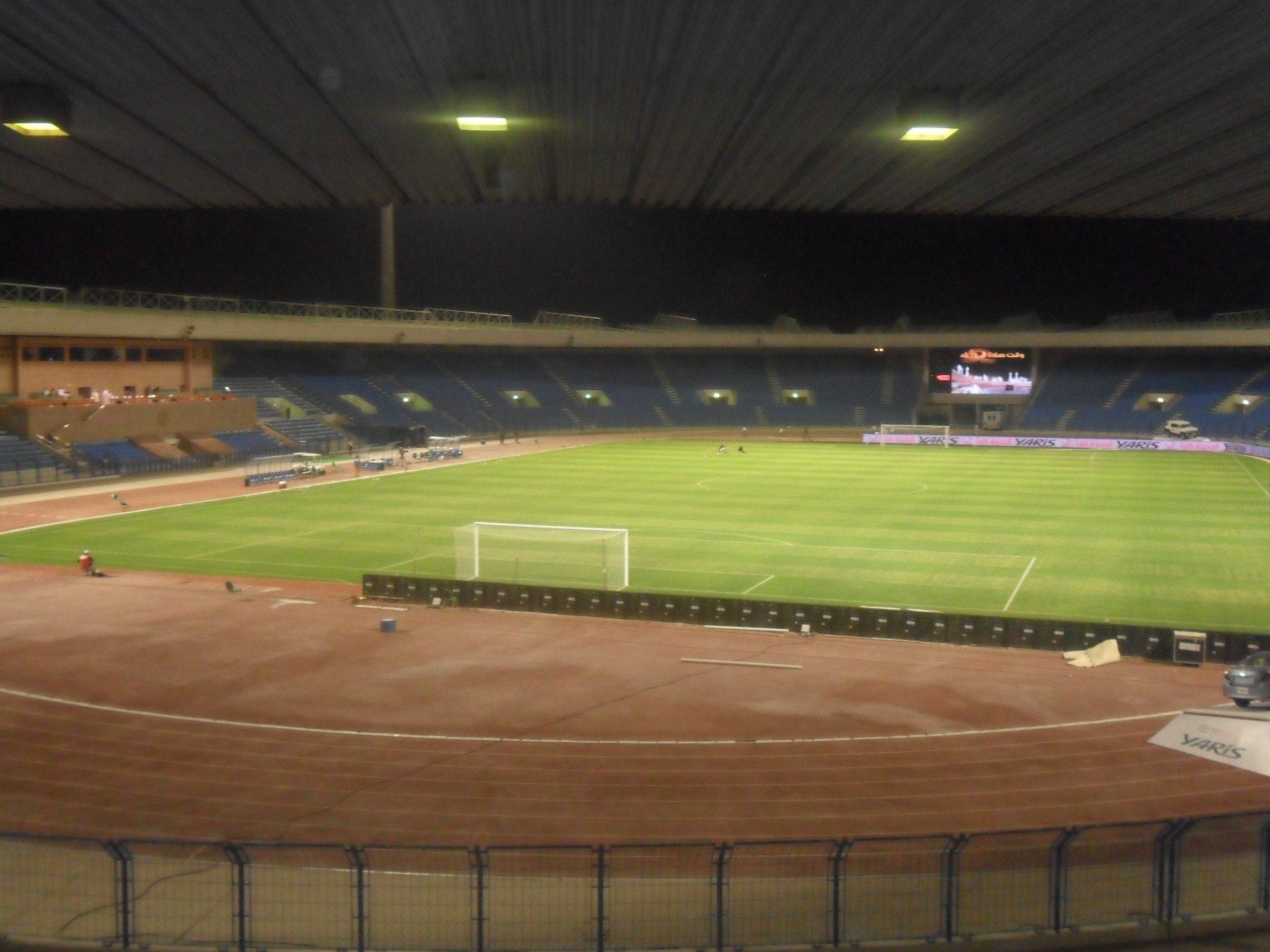
ملعب الأمير محمد بن فهد.
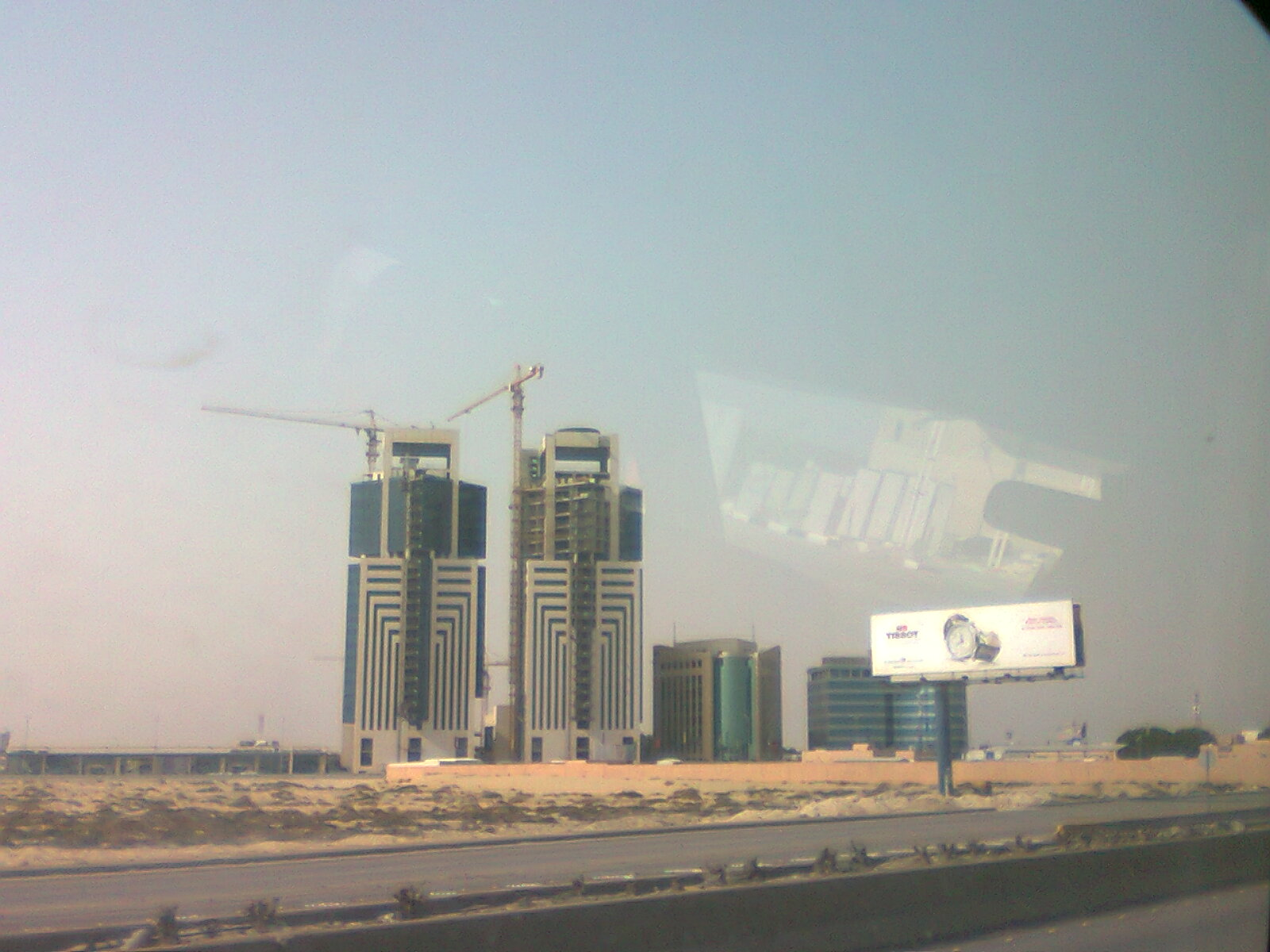
فندق كمبينسكي العثمان اثناء الإنشاء.
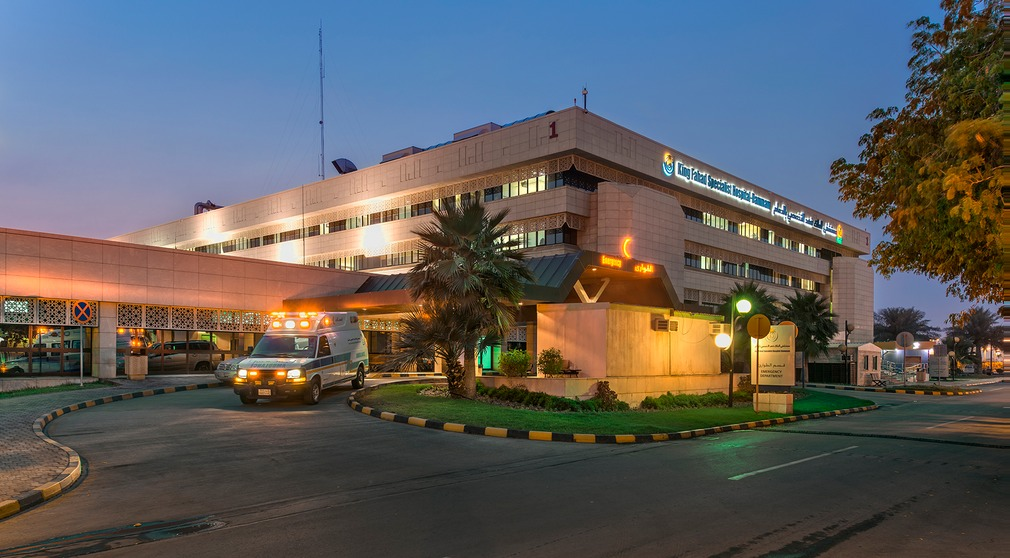
مستشفى الملك فهد التخصصي.
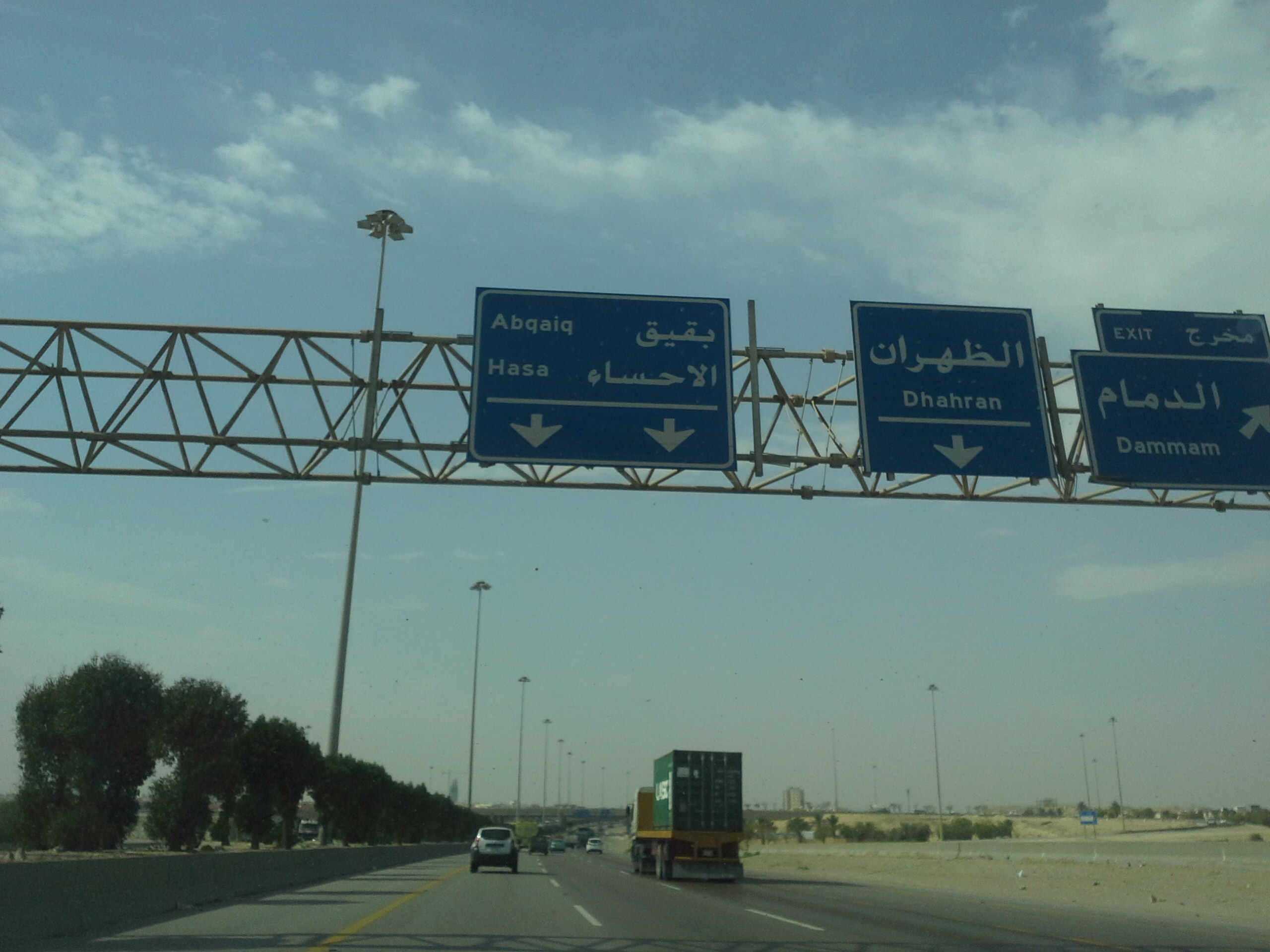
طريق الملك عبدالعزيز.
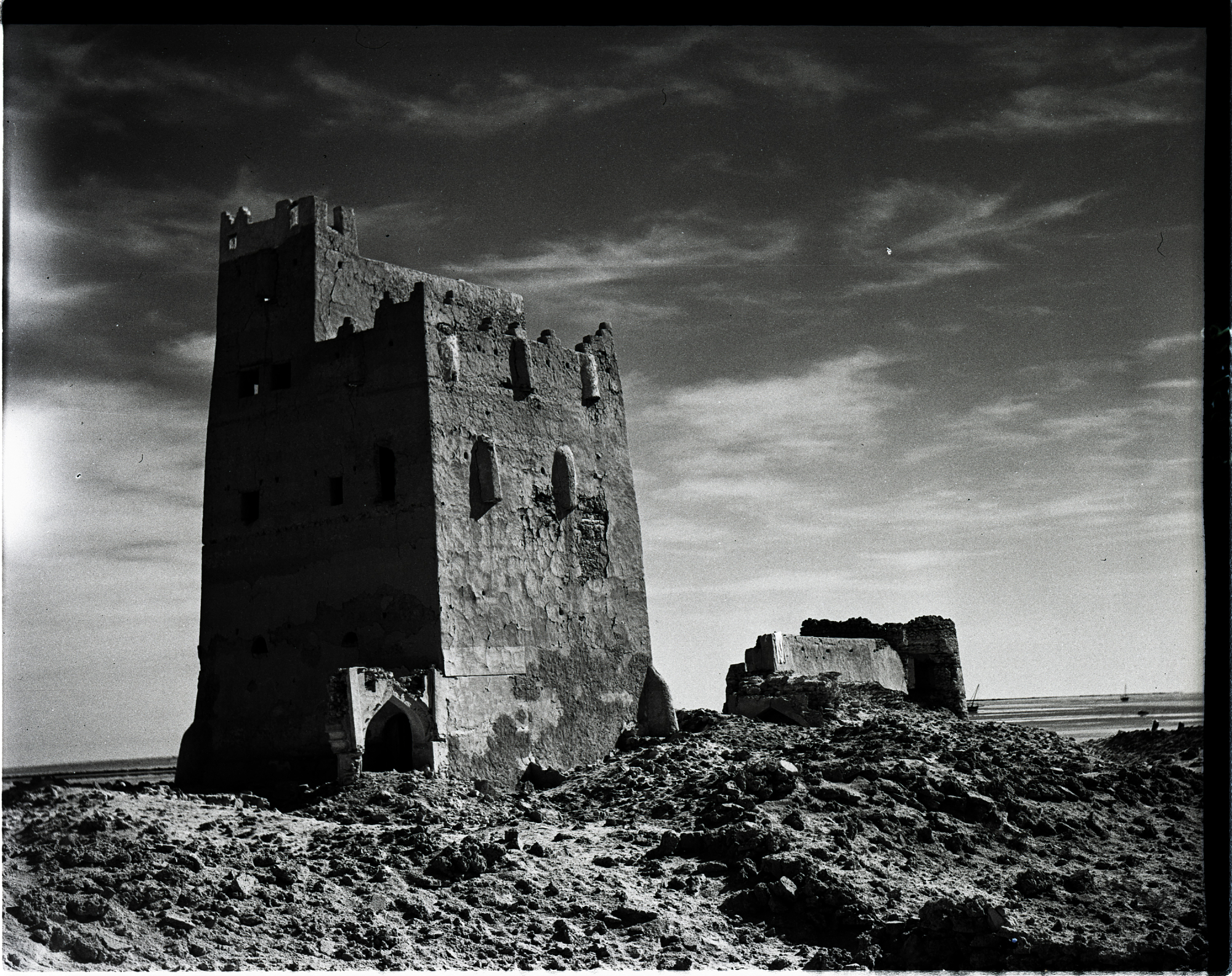
قلعة الدمام.
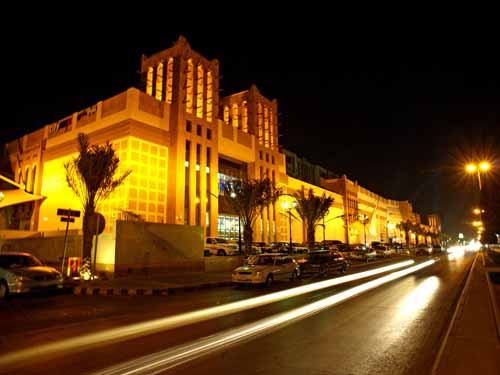
وسط المدينة.
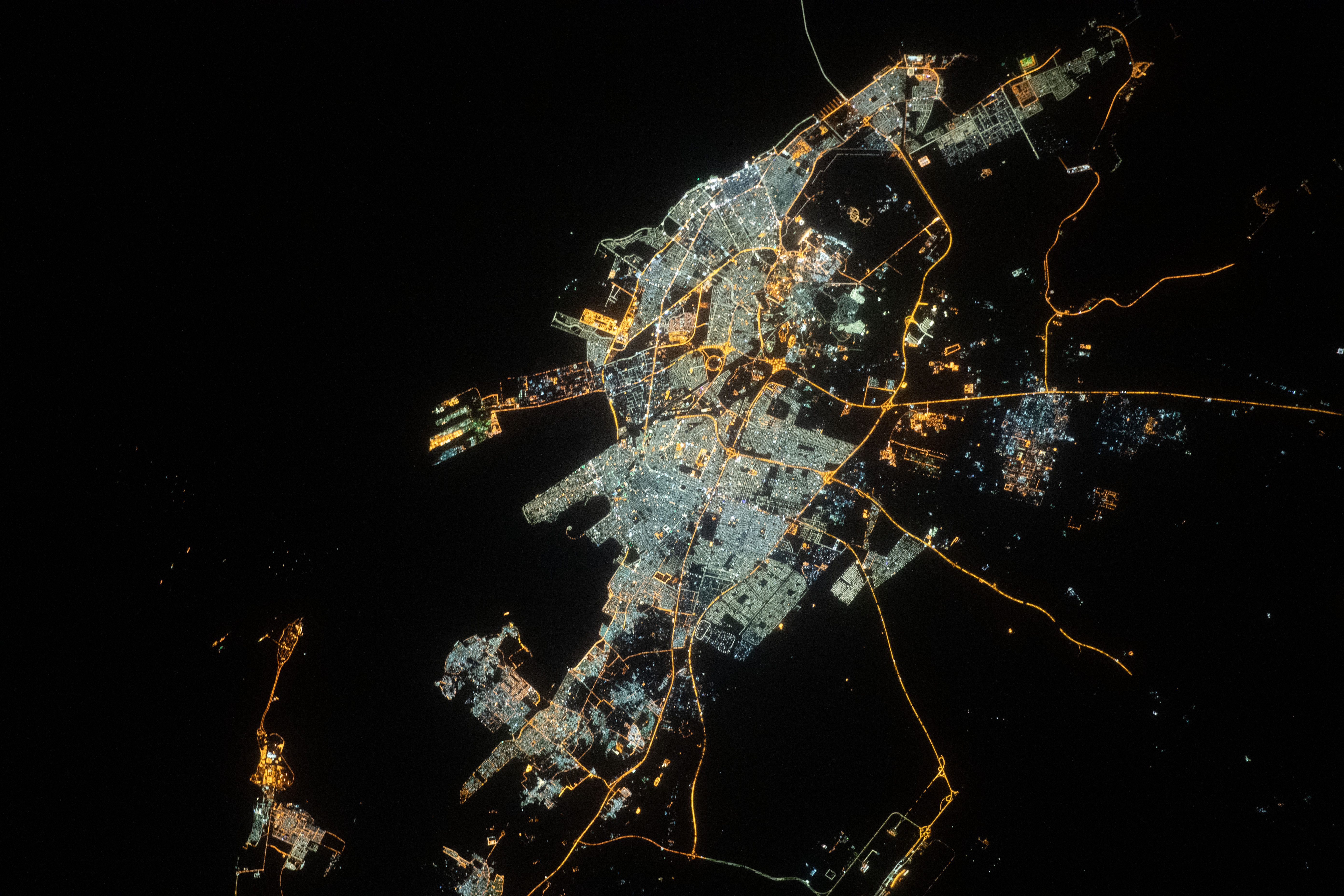
حاضرة الدمام كما تبدو ليلاً

## وصلات خارجية
- إمارة المنطقة الشرقية.
- أمانة المنطقة الشرقية.
- غرفة الشرقية.